# Torneig d'escacs de Nova York de 1927
El torneig d'escacs de Nova York 1927 fou un torneig d'escacs d'elit celebrat a Manhattan Square, Nova York entre el 19 de febrer i el 23 de març de 1927. El president de l'esdeveniment fou Julius Finn. Els premis eren: 2,000 dòlars pel guanyador, $1,500 pel segon, i $1,000 pel tercer. Els no premiats rebrien 50 dòlars per cada partida guanyada, i 25 per cada partida amb resultat de taules.
Capablanca, en un excel·lent moment de forma, va guanyar brillantment, i va guanyar també el premi de bellesa (de $125). El torneig va fer també la funció de Torneig de Candidats. Alekhin, que acabà segon, fou designat aspirant oficial al Campionat del Món d'escacs, en un matx que se celebraria el 1927 contra el vigent campió, Capablanca.
Quadre de resultats i classificació:
| # | Jugador              | Nacionalitat | 1    | 2    | 3    | 4    | 5    | 6    | Total |
| - | -------------------- | ------------ | ---- | ---- | ---- | ---- | ---- | ---- | ----- |
| 1 | José Raúl Capablanca | Cuba         |      | 1½½½ | 1½1½ | ½½1½ | ½½1½ | 11½1 | 14.0  |
| 2 | Aleksandr Alekhin    | França       | 0½½½ |      | ½01½ | ½½½½ | 1½½1 | ½1½1 | 11.5  |
| 3 | Aron Nimzowitsch     | Dinamarca    | 0½0½ | ½10½ |      | ½100 | ½1½1 | ½11½ | 10.5  |
| 4 | Milan Vidmar         | Iugoslàvia   | ½½0½ | ½½½½ | ½011 |      | ½½½½ | ½½10 | 10.0  |
| 5 | Rudolf Spielmann     | Àustria      | ½½0½ | 0½½0 | ½0½0 | ½½½½ |      | ½½1½ | 8.0   |
| 6 | Frank James Marshall | Estats Units | 00½0 | ½0½0 | ½00½ | ½½01 | ½½0½ |      | 6.0   |